# Byttneria urticifolia
Byttneria urticifolia är en malvaväxtart som beskrevs av Karl Moritz Schumann. Byttneria urticifolia ingår i släktet Byttneria och familjen malvaväxter. Inga underarter finns listade i Catalogue of Life.